# Julie Bishop
Julie Bishop, egentligen Jacqueline Brown, född 30 augusti 1914 i Denver, död 30 augusti 2001 i Mendocino County, var en amerikansk skådespelerska. Hon medverkade i 84 filmer mellan 1923 och 1957.

## Biografi
Julie Bishop började sin skådespelarkarriär som barnskådespelare under stumfilmseran under namnet Jacqueline Wells, ett namn hon ofta kom att använda i filmer fram till slutet av 1930-talet då hon bytte namn till Julie Bishop.
År 1940 signerade hon kontrakt med Warner Bros. för att medverka i actionfilmer och dramafilmer.
Julie Bishop medverkade även i två Helan och Halvan-filmer, Två käcka sjömän som utkom 1932 och Zigenarflickan som utkom 1936. Hon var republikan och kampanjade för Dwight D. Eisenhower i Presidentvalet i USA 1952.
Julie Bishop var gift med Clarence A Shoop från 1944 till hans död 1968. Samma år gifte hon om sig med William F. Bergin och var gift med honom fram till sin död 2001. Hon var mor till skådespelerskan Pamela Susan Shoop och piloten Stephen Allen Shoop.
Julie Bishop avled i lunginflammation på sin födelsedag 2001.

## Filmografi (i urval)
- 1932 – Två käcka sjömän
- 1933 – Grabben hela dan
- 1934 – Den svarta katten[1]
- 1936 – Zigenarflickan
- 1943 – Gift dej med mej[10]
- 1950 – Nationens hjältar